# Single numer jeden w roku 1964 (USA)
Notowanie Billboard Hot 100 przedstawia najlepiej sprzedające się single w Stanach Zjednoczonych. Publikowane jest ono przez magazyn Billboard, a dane kompletowane są przez Nielsen SoundScan w oparciu o cotygodniowe wyniki sprzedaży cyfrowej oraz fizycznej singli, a także częstotliwość emitowania piosenek na antenach stacji radiowych.

## Historia notowania
| Data publikacji | Piosenka                      | Artysta          |
| 4 stycznia      | „There! I've Said It Again”   | Bobby Vinton     |
| 11 stycznia     | „There! I've Said It Again”   | Bobby Vinton     |
| 18 stycznia     | „There! I've Said It Again”   | Bobby Vinton     |
| 25 stycznia     | „There! I've Said It Again”   | Bobby Vinton     |
| 1 lutego        | „I Want to Hold Your Hand”    | The Beatles      |
| 8 lutego        | „I Want to Hold Your Hand”    | The Beatles      |
| 15 lutego       | „I Want to Hold Your Hand”    | The Beatles      |
| 22 lutego       | „I Want to Hold Your Hand”    | The Beatles      |
| 29 lutego       | „I Want to Hold Your Hand”    | The Beatles      |
| 7 marca         | „I Want to Hold Your Hand”    | The Beatles      |
| 14 marca        | „I Want to Hold Your Hand”    | The Beatles      |
| 21 marca        | „She Loves You”               | The Beatles      |
| 28 marca        | „She Loves You”               | The Beatles      |
| 4 kwietnia      | „Can't Buy Me Love”           | The Beatles      |
| 11 kwietnia     | „Can't Buy Me Love”           | The Beatles      |
| 18 kwietnia     | „Can't Buy Me Love”           | The Beatles      |
| 25 kwietnia     | „Can't Buy Me Love”           | The Beatles      |
| 2 maja          | „Can't Buy Me Love”           | The Beatles      |
| 9 maja          | „Hello, Dolly!”               | Louis Armstrong  |
| 16 maja         | „My Guy”                      | Mary Wells       |
| 23 maja         | „My Guy”                      | Mary Wells       |
| 30 maja         | „Love Me Do”                  | The Beatles      |
| 6 czerwca       | „Chapel of Love”              | The Dixie Cups   |
| 13 czerwca      | „Chapel of Love”              | The Dixie Cups   |
| 20 czerwca      | „Chapel of Love”              | The Dixie Cups   |
| 27 czerwca      | „A World Without Love”        | Peter and Gordon |
| 4 lipca         | „I Get Around”                | The Beach Boys   |
| 11 lipca        | „I Get Around”                | The Beach Boys   |
| 18 lipca        | „Rag Doll”                    | The Four Seasons |
| 25 lipca        | „Rag Doll”                    | The Four Seasons |
| 1 sierpnia      | „A Hard Day’s Night”          | The Beatles      |
| 8 sierpnia      | „A Hard Day’s Night”          | The Beatles      |
| 15 sierpnia     | „Everybody Loves Somebody”    | Dean Martin      |
| 22 sierpnia     | „Where Did Our Love Go”       | The Supremes     |
| 29 sierpnia     | „Where Did Our Love Go”       | The Supremes     |
| 5 września      | „The House of the Rising Sun” | The Animals      |
| 12 września     | „The House of the Rising Sun” | The Animals      |
| 19 września     | „The House of the Rising Sun” | The Animals      |
| 26 września     | „Oh, Pretty Woman”            | Roy Orbison      |
| 3 października  | „Oh, Pretty Woman”            | Roy Orbison      |
| 10 października | „Oh, Pretty Woman”            | Roy Orbison      |
| 17 października | „Do Wah Diddy Diddy”          | Manfred Mann     |
| 24 października | „Do Wah Diddy Diddy”          | Manfred Mann     |
| 31 października | „Baby Love”                   | The Supremes     |
| 7 listopada     | „Baby Love”                   | The Supremes     |
| 14 listopada    | „Baby Love”                   | The Supremes     |
| 21 listopada    | „Baby Love”                   | The Supremes     |
| 28 listopada    | „Leader of the Pack”          | The Shangri-Las  |
| 5 grudnia       | „Ringo”                       | Lorne Greene     |
| 12 grudnia      | „Mr. Lonely”                  | Bobby Vinton     |
| 19 grudnia      | „Come See About Me”           | The Supremes     |
| 26 grudnia      | „I Feel Fine”                 | The Beatles      |